# Хьогсбю (община)
Община Хьогсбю (на шведски: Högsby kommun) е административна единица, разположена на територията на лен Калмар, южна Швеция. Притежава обща площ 803 km2 и население 5718 души (към 31 декември 2013). На север община Хьогсбю граничи с общините Хултсфред и Оскаршхамн, на запад с община Мьонстерос, на юг с община Нюбру, а на изток с община Упвидинге от лен Крунубери. Административен център на община Хьогсбю е едноименния град Хьогсбю.

## Население
Населението на община Хьогсбю през последните няколко десетилетия е с тенденция към намаляване. Гъстотата на населението е 7,58 д/km2.
| Население на община Хьогсбю в годините между 1970 – 2010 | Население на община Хьогсбю в годините между 1970 – 2010 | Население на община Хьогсбю в годините между 1970 – 2010 | Население на община Хьогсбю в годините между 1970 – 2010 | Население на община Хьогсбю в годините между 1970 – 2010 |
| -------------------------------------------------------- | -------------------------------------------------------- | -------------------------------------------------------- | -------------------------------------------------------- | -------------------------------------------------------- |
| Година                                                   |                                                          |                                                          | Население                                                |                                                          |
| 1970                                                     | 1970                                                     |                                                          | 8322                                                     | 8322                                                     |
| 1975                                                     | 1975                                                     |                                                          | 7671                                                     | 7671                                                     |
| 1980                                                     | 1980                                                     |                                                          | 7800                                                     | 7800                                                     |
| 1985                                                     | 1985                                                     |                                                          | 7392                                                     | 7392                                                     |
| 1990                                                     | 1990                                                     |                                                          | 7177                                                     | 7177                                                     |
| 1995                                                     | 1995                                                     |                                                          | 7175                                                     | 7175                                                     |
| 2000                                                     | 2000                                                     |                                                          | 6380                                                     | 6380                                                     |
| 2005                                                     | 2005                                                     |                                                          | 6066                                                     | 6066                                                     |
| 2010                                                     | 2010                                                     |                                                          | 5777                                                     | 5777                                                     |
| Източник: SCB – Преброяване по регион и време            |                                                          |                                                          |                                                          |                                                          |

## Селищни центрове в общината
Селищните центрове (на шведски: tätort) в община Хьогсбю са 5 и към 31 декември 2010 година имат съответно население:
| # | Селищен център        | Население към 31 декември 2010 |
| - | --------------------- | ------------------------------ |
| 1 | Хьогсбю (Högsby)      | 1881                           |
| 2 | Бериа (Berga)         | 724                            |
| 3 | Руда (Ruda)           | 613                            |
| 4 | Фогелфорш (Fågelfors) | 424                            |
| 5 | Фагерхулт (Fagerhult) | 229                            |

Административният център на община Хьогсбю е удебелен.
В общината има и няколко много малки населени места (на шведски: småort), които по дефиниция имат население между 50 и 199 души. Такива към дата 31 декември 2005 година са Björkshult (69 души),
Grönskåra (113 души) и Långemåla (132 души) . Има и редица още по-малки селища.